# 陳天祐
陳天祐（1509年—？），字謙甫，號容山，山西澤州人，民籍，明朝政治人物。

## 生平
嘉靖十三年（1534年）甲午科山西鄉試第十一名舉人。嘉靖二十三年（1544年）中式甲辰科會試第一百十六名，登第二甲第十二名進士。授户部主事，歷升郎中，出为西安府知府，终陕西副使。

## 家族
曾祖陳林；祖父陳秀，典史；父陳珏，典史，贈承德郎户部主事。母裴氏。慈侍下。兄仁、儒、偉、弟俊、僑、傑、修、信。后代有陳廷敬，建有皇城相府。